# Cyclosorus latipinnus
Cyclosorus latipinnus är en kärrbräkenväxtart som först beskrevs av William Jackson Hooker och John Gilbert Baker och som fick sitt nu gällande namn av Marie Laure Tardieu och Carl Frederik Albert Christensen.
Cyclosorus latipinnus ingår i släktet Cyclosorus och familjen Thelypteridaceae. Inga underarter finns listade i Catalogue of Life.